# Pole (Familienname)
Pole ein englischer Familienname.

## Namensträger

### Künstlername
- Polé (Paulo Kesselring Carotini; 1945–2022), brasilianischer Wasserballspieler
- Pole (Musiker) (Stefan Betke; * 1967), deutscher Musiker und Musikproduzent

### Familienname
- Anna Alma Pole († 1944), lettische Widerstandleistende
- Arthur Pole (1499–1532), englischer Ritter
- Charles Pole (Politiker) (1695–1779), britischer Politiker
- Charles Pole (Admiral) (1757–1830), britischer Admiral, Politiker und Adliger
- Courtenay Pole (vor 1619–1695), englischer Adliger und Politiker
- Edmund de la Pole (Politiker) (um 1337–1419), englischer Militär und Politiker
- Edmund de la Pole, 3. Duke of Suffolk (1472–1513), englischer Adliger
- Edmund de la Pole, 10. Baronet (1844–1912), britischer Adliger
- Edward Tudor-Pole (* 1955), britischer Musiker, Schauspieler und Moderator
- Frederick de la Pole (1850–1926), britischer Adliger
- Geoffrey Pole (um 1502–1558), englischer Ritter und Kleriker
- Gruffudd de la Pole († nach 1330), walisischer Adliger
- Hawise de la Pole (1291–1345/1353), walisische Adlige
- Henry Pole, 1. Baron Montagu (1492–1539), englischer Adliger
- Illtyd Buller Pole-Evans (1879–1968), walisischer Botaniker
- Ishmael Pole (* 1993), papua-neuguineischer Fußballtorhüter
- Jack R. Pole (1922–2010), britischer Historiker
- John de la Pole, 2. Duke of Suffolk (1442–1492), englischer Adliger
- John de la Pole, 1. Earl of Lincoln (1462/1464–1487), englischer Adliger
- John Pole, 1. Baronet (um 1589–1658), englischer Adliger und Politiker
- John Pole, 3. Baronet (1649–1708), britischer Adliger und Politiker
- John Pole, 5. Baronet († 1760), britischer Adliger und Politiker
- John de la Pole, 6. Baronet (1757–1799), britischer Adliger und Politiker
- John Carew Pole (1902–1993), britischer Offizier und Adliger
- John Reeve de la Pole (1808–1874), britischer Adliger
- Margaret Pole, 8. Countess of Salisbury (1473–1541), englische Adlige und Märtyrin
- Michael de la Pole, 1. Earl of Suffolk (1330–1389), englischer Adliger
- Michael de la Pole, 2. Earl of Suffolk (vor 1367–1415), englischer Adliger
- Michael de la Pole, 3. Earl of Suffolk (1394–1415), englischer Adliger
- Owen de la Pole († 1293), walisischer Adliger, Lord von Powys
- Reginald Pole (1500–1558), englischer Kardinal
- Reginald Pole-Carew (Politiker, 1753) (1753–1835), britischer Politiker
- Reginald Pole-Carew (Offizier) (1849–1924), britischer Adliger, Offizier und Politiker
- Richard Pole (Ritter) (1462–1505), walisischer Ritter, Vertrauter von Heinrich VII.
- Richard de la Pole (um 1480–1525), englischer Adliger und Militär
- Richard Carew Pole (1938–2024), britischer Adliger
- Ursula Pole, Baroness Stafford (um 1504–1570), englische Adlige
- William de la Pole (of Hull) († 1366), englischer Kaufmann und Bankier
- William de la Pole, 1. Duke of Suffolk (1396–1450), englischer Heerführer, Lord Chamberlain von England
- William Pole (Politiker, 1515) (1515–1587), englischer Politiker
- William Pole (Politiker, 1561) (1561–1636), englischer Politiker
- William Pole (Politiker, 1614) (1614–1649), englischer Politiker
- William Pole, 4. Baronet (1678–1741), britischer Adliger und Politiker
- William Pole, 7. Baronet (1782–1847), britischer Adliger
- William Pole, 9. Baronet (1816–1895), britischer Adliger
- William Pole-Carew (1811–1888), britischer Politiker
- William Wellesley-Pole, 3. Earl of Mornington (1763–1845), irisch-britischer Marineoffizier und Politiker